# アレクサンドラ (レディ・オギルヴィ)
オギルヴィ令夫人アレクサンドラ王女（Princess Alexandra, The Honourable Lady Ogilvy、全名：Alexandra Helen Elizabeth Olga Christabel、1936年12月25日 - ）は、イギリスの王族。ケント公爵ジョージ王子とケント公爵夫人マリナの長女。結婚前にはアレクサンドラ・オブ・ケント王女（Princess Alexandra of Kent）と呼ばれた。現ケント公爵エドワード王子は兄である。

## 略歴
ロンドンで誕生し、幼年時代の多くを家族のカントリー・ハウスがあるバッキンガムシャーのコッピンズで過ごした。第二次世界大戦中、アレクサンドラは祖母のメアリー・オブ・テックとともに、ボーフォート公爵ヘンリー・サマセットの本宅バドミントン・ハウス（グロスターシャー。ボーフォート公爵夫人メアリーはメアリー王太后の姪であったため）へ疎開していた。
1947年、従姉エリザベス王女とフィリップ・マウントバッテン（母の従弟に当たる）の挙式でブライズメイトを務めた。また、アレクサンドラはイギリス王女として初めて家庭教師ではなく、学校（アスコットにある英国屈指の名門女子校のヒースフィールド・スクール）で教育を受けた人物である。
1963年4月24日にエアリー伯爵の次男アンガス・オギルヴィ（ロンミン、ロンドン・ローデシアン・マイニング・アンド・ランド・カンパニー理事）とウェストミンスター寺院にて結婚式を挙げた。王女を妻とした場合、通常であれば伯爵位が授けられるところを、アンガスは辞退した。それは、2人の間に生まれる子供にはなんの称号も与えられないことを意味した。アンガスは1988年にナイトの称号を授けられた。夫妻は2子をもうけたが、アレクサンドラ以外は王族としての義務はない。
- ジェームズ・オギルヴィ（英語版）（1964年 - ）
- マリナ・オギルヴィ（1966年 - ）

1960年にロイヤル・ヴィクトリア勲章勲一等（GCVO）、2003年にガーター勲章（LG）をそれぞれ授与された。女性王族の序列では、プリンセス・オブ・ウェールズのキャサリン妃、プリンセス・ロイヤルのアン王女に次ぐ第3位である。
2007年にデビッド・オースチン社より「プリンセス・アレクサンドラ・オブ・ケント」というバラを捧げられている。

## 日本との関わり
1961年に来日し、第二次世界大戦後の日本を訪れた最初の英国王族であり、第二次世界大戦後の西側先進国で初めて国賓として訪日した。この翌年には、秩父宮妃勢津子が戦後初めて、日本の皇族として返礼訪英し、戦後の日英王室関係が再開した。なお、アレクサンドラ王女歓迎の宮中晩餐会の折に、昭和天皇は大戦中に剥奪されたガーター勲章の佩用を英国王室から許され、10年後の1971年10月の訪英時に天皇の名誉は正式に回復した。1962年にアレクサンドラ王女は、訪英した秩父宮妃を通じて天皇から勲一等宝冠章を贈られた。